# Cultural y Deportiva Cebrereña
La Cultural y Deportiva Cebrereña es un club de fútbol de España, del pueblo de Cebreros en Ávila. Fue fundado el 29 de agosto de 1949. 

## Historia
La Cultural y Deportiva Cebrereña se fundó el 29 de agosto de 1949, sustituyendo al anterior equipo de la localidad, el Cultural Recreos y Deportes que vestía con pantalón negro y camiseta roja y negra a rayas. Su primer presidente fue Mariano Moreno y desde entonces viste con pantalón blanco y camiseta verdi-blanca.
Siempre ha jugado en divisiones regionales hasta que en la temporada (2004-05) consigue el ascenso a la Tercera división española (Grupo VIII). En la pasada temporada en preferente terminó en tercer lugar con 66 puntos, conseguidos con 19 victorias, 9 empates y 6 derrotas, 66 goles a favor y 33 en contra, siendo el tercer equipo máximo goleador y también el tercero menos goleado. En la actual ha terminado segunda con 67 puntos consiguiendo un nuevo ascenso a Tercera División.
El primer partido de su historia en la Tercera división española fue el 27 de agosto de 2005 con resultado de Numancia "B" 1 - 0 CyD Cebrereña.
En la temporada 2010/2011, se encuentra encuadrado dentro del grupo VIII de Tercera división española tras haber ascendido de categoría.
Actualmente, tras haber conseguido el ascenso en la temporada 2012/2013, consiguió la permanencia en Tercera división la temporada 2013/2014.

## Datos del club
- Temporadas en 1ª: 0
- Temporadas en 2ª: 0
- Temporadas en 2ª B: 0
- Temporadas en 3ª: 10 incluida temporada 2020-21).
- Temporadas en Regional: 11
- Temporadas en Provincial: ?
- Participaciones en Copa del Rey: ?
- Mejor puesto en la liga: 12.º (Tercera división, temporada 2015-16).
- Peor puesto en la liga: 20.º (Tercera división, temporada 2008-09).
- Puesto actual clasificación histórica 3ª división de España: 790

## Uniforme
- Uniforme titular: Camiseta a rayas verdes y blancas, pantalón blanco y medias verdiblancas.

|  |

- Uniforme alternativo: Camiseta blanca, pantalón rojo y medias blancas.

|  |

### Patrocinador
- Deportes Sánchez
- Velada Hoteles

### Proveedor
- Joma

## Estadio
El Estadio El Mancho- Ángel Sastre es donde disputa sus encuentros como local la Cultural y Deportiva Cebrereña. Se encuentra en la carretera Villacastín , 2-4. Es de hierba natural desde el año 2005. Hasta el año 2015 se denominaba Estadio El Mancho, año en el cual como homenaje al presidente se le añadió su nombre, pasando a denominarse Estadio El Mancho- Ángel Sastre. Tiene una capacidad para 3000 personas aproximadamente.

## Palmarés
- Campeón de Preferente en la temporada 2004/2005.
- Campeón de Preferente en la temporada 2009/2010.
- Campeón repetidas veces del Trofeo Adolfo Suarez.

## Jugadores, cuerpo técnico y directiva

### Plantilla y cuerpo técnico 2020/21
- Como exigen las normas de la RFEF desde la temporada 2019-20 en 2.ªB y desde la 2020-21 para 3.ª, los jugadores de la primera plantilla deberán llevar los dorsales del 1 al 22, reservándose los números 1 y 13 para los porteros y el 25 para un eventual tercer portero. Los dorsales 23, 24 y del 26 en adelante serán para los futbolistas del filial, y también serán fijos y nominales.
- En 1.ª y 2.ª desde la temporada 1995-96 los jugadores con dorsales superiores al 25 son, a todos los efectos, jugadores del filial y como tales, podrán compaginar partidos con el primer y segundo equipo. Como exigen las normas de la LFP, los jugadores de la primera plantilla deberán llevar los dorsales del 1 al 25. Del 26 en adelante serán jugadores del equipo filial.
- Los equipos españoles están limitados a tener en la plantilla un máximo de tres jugadores sin pasaporte de la Unión Europea. La lista incluye solo la principal nacionalidad de cada jugador.La lista incluye sólo la principal nacionalidad de cada jugador. Algunos de los jugadores no europeos tienen doble nacionalidad de algún país de la UE:

### Directiva actual

#### Consejo de administración
- Presidente: Luis Sastre
- Vicepresidente Primero: José Carlos González Martin
- Vicepresidente Segundo: Enrique José González Lorenzo
- Tesorero : Miguel Ortiz
- Secretario: Luis Javier Blazquez Robledo
- Vocal: Jesús Blazquez Robledo
- Vocal: Ángel Sánchez
- Vocal: Raúl Sastre

#### Dirección administrativa
- Jefe de prensa: Arianna